# Hubert Matuschek
Franz Hubert Matuschek (* 3. November 1902 in Budapest, Österreich-Ungarn; † 10. Juli 1968 in Gmunden) war ein österreichischer Architekt.

## Leben
Hubert Matuschek war der Sohn des Architekten Franz Matuschek (1874–1935), der in Budapest tätig war. Da dort für den Sohn keine Möglichkeit zum Besuch einer deutschsprachigen Schule bestand, übersiedelte die Familie nach Wien, wo Matuschek aufwuchs. Hier schloss er 1922 die Staatsgewerbeschule ab. Es folgte ein Praxisjahr bei seinem Vater und bei anderen Architekten, ehe er von 1923 bis 1926 an der Akademie der bildenden Künste Wien bei Peter Behrens studierte. Er schloss das Studium mit Diplom ab.
In den folgenden Jahren arbeitete Matuschek im Büro seines Vaters mit. Außer einigen kleineren Arbeiten war diese Zeit wirtschaftlich nicht erfolgreich. Lediglich durch die Teilnahme an Wettbewerben konnte er sich profilieren, denen aber keine Aufträge folgten. 1935 trat er dem Künstlerhaus Wien bei.
Nach dem Tod des Vaters erlangte er einen ersten Erfolg durch die Neugestaltung der Stiegenanlage Am Gestade in Wien. 1938 trat Matuschek der NSDAP bei und wurde in die Reichskulturkammer aufgenommen, worauf er mehrere Wohn- und Industriebauten realisieren konnte, ehe er zum Militärdienst eingezogen wurde. 1945 folgten Haft und ein kurzer Entnazifizierungsprozess. Seine Parteimitgliedschaft führte zum Zerwürfnis mit seinem ehemaligen Studienkollegen Ernst Plischke.
Matuschek übersiedelte nach Gmunden, wo er nach einiger Zeit wieder die Zulassung zum Zivilarchitekten erlangte. Gemeinsam mit seinem ehemaligen Studienkollegen Anton Ubl verwirklichte er in den Nachkriegsjahren zahlreiche öffentliche und private Bauten, vor allem in Oberösterreich. Es entstanden aber auch in Wien noch einige Gemeindebauten. Erfolgreich war die Teilnahme bei Wettbewerben zum Bau des Kaiserpalastes und des Rathauses in Addis Abeba, bei denen das Duo jeweils den 3. Preis gewann. Die Entwürfe wurden aber nicht verwirklicht.
Hubert Matuschek starb in Gmunden, er wurde aber auf dem Evangelischen Friedhof Matzleinsdorf in Wien begraben.

## Bedeutung
In den ersten Jahren stand Matuscheks Tätigkeit im Schatten seines Vaters. Lediglich durch die Teilnahme an Wettbewerben konnte er auf sich aufmerksam machen. Vor allem sein Entwurf für das sogenannte Novadom-Kleinhaus bestach durch seine funktionalistische und klare Formensprache im Anschluss an die Bauweise der Wiener Werkbundsiedlung. Bei seinen Bauten der Kriegs- und Nachkriegszeit nahm Matuschek zunehmend traditionelle Formelemente und Materialien auf, die dem ländlichen Raum entstammten und sich in deren Umgebung einfügten.
Die Bandbreite der von Matuschek errichteten Bauten ist groß. Er schuf sowohl große kommunale Wohnbauten wie auch Einfamilienhäuser, Kirchen, Schulen und Industriebauten.

## Werke

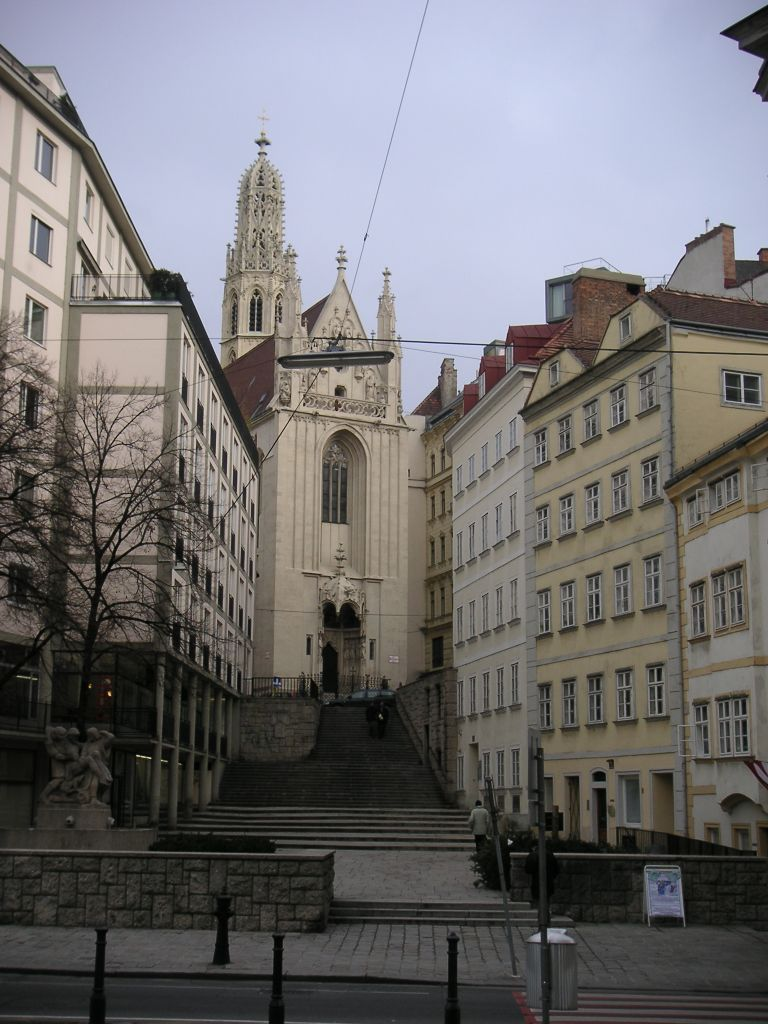
Am Gestade

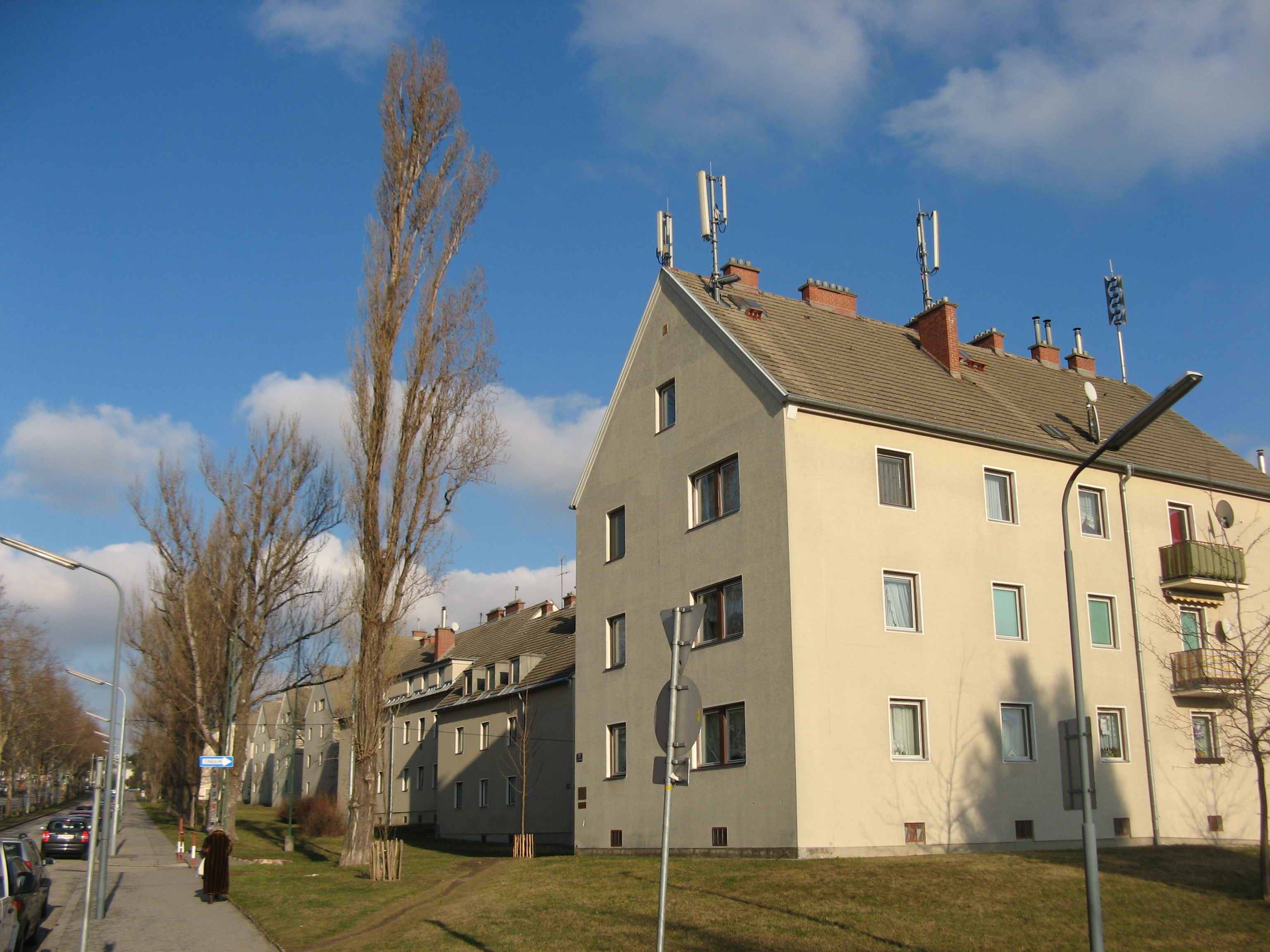
Siedlung Wienerfeld (1953–1956)

- Platzgestaltung und Stiegenanlage Am Gestade, Wien 1 (1937)
- Hannakenbrunnen, Wien 1 (gemeinsam mit Rudolf Schmidt) (1937)
- Eisengießerei der Firma Meller, Wien-Liesing (1937)
- Volkssiedlung, Vöcklabruck (1938–1941)
- Ausbau und Umbau der Säcke- und Jutefabrik Flatz, Wien 2 (1939)
- Kindergarten, Maria Enzersdorf (1939)
- Militär- und Industriebauten in Laa an der Thaya, Heidenreichstein und Gänserndorf (1941)
- Einfamilienhaus, Schlagenstraße 12, Gmunden (1949)
- Umbau des Stadttheaters in Gmunden (gemeinsam mit Anton Ubl) (1949)
- Volksschule, Pinsdorf (gemeinsam mit Anton Ubl) (um 1950)
- Siedlung Wienerfeld, Laxenburger Straße 140–142 und 203–207, Wien 10 (gemeinsam mit Anton Ubl) (1953–1956)
- Umbau Segelflugschule, Zell am See (gemeinsam mit Anton Ubl) (1958)
- Wohnhausanlage der Gemeinde Wien Johann-Kaps-Hof, Jägerstraße/Stromstraße, Wien 20 (gemeinsam mit Anton Ubl) (um 1958)
- Mädchenhauptschule, Ebensee
- Evangelische Kirche, Ebensee
- Leichenhalle, Ebensee (gemeinsam mit Anton Ubl)
- Jugendherberge, bei Bundesportschule Obertraun (gemeinsam mit Anton Ubl)
- Hochgebirgsschule Gjaid-Oberfeld, Obertraun (gemeinsam mit Anton Ubl)
- Seilbahnstation Krippenbrunn, Obertraun (gemeinsam mit Anton Ubl)
- Kontrollturm, Linz-Hörsching (gemeinsam mit Anton Ubl)
- Bundesheerbauten, Wels (gemeinsam mit Anton Ubl)
- Grünberg-Restaurant, Gmunden (gemeinsam mit Anton Ubl)
- Wohnhäuser, Lederergasse, Linz (gemeinsam mit Anton Ubl)